# Будрин, Пётр Васильевич
Пëтр Васильевич Будрин (6 (18) июня 1857 — 27 марта 1939) — российский и советский учёный-агроном

 и растениевод.

## Биография
Родился 6 (18) июня 1857 года в селе Нердва Соликамского уезда Пермской губернии (ныне — Карагайский район Пермского края) в семье священника Василия Алексеевича Будрина (08.07.1833 — 02.02.1911);  мать — Анна Андреевна (13.01.1835 — 26.01.1877), дочь священника Вятской епархии Андрея Ивановича Суворова. Брат — Иван Васильевич Будрин (1855—1925), инспектор народных училищ в Оренбурге, статский советник.
По окончании Соликамского духовного училища учился в Пермской духовной семинарии и после четвёртого курса уехал в Петербург, где поступил в университет на  по отделу естественное отделение физико-математического факультета. В 1879 году, по рекомендации А. В. Советова, был оставлен при университете, стажировался за границей.
Осенью 1882 года назначен доцентом в Ново-Александрийский институт и, одновременно, стал заведующим опытной фермой института. В 1886 году отправился в семимесячную командировку; в Германии, Швейцарии, Австрии и Франции знакомился с организацией опытных полей и постановкой высшего сельскохозяйственного образования в Европе.
В 1888 году защитил в Санкт-Петербургском университете магистерскую диссертацию «Искусственные преимущественно азотистые удобрения» (Варшава: тип. К. Ковалевского, 1888. — [2], VIII, 370, II с., [2] л. пл.: табл.) и стал профессором кафедры земледелия; в 1894 году принял заведование новой институтской кафедрой растениеводства — одной из первых не только в России, но и в мире. Учившийся в то время в Ново-Александрийском институте Владимир Николаевич Шнитников отмечал впоследствии: «Необыкновенно симпатичная внешность вполне гармонировала с его внутренними качествами. Это был человек прямо-таки обаятельный как по своему обращению со студентами, так и во всех остальных отношениях. Предмет он свой знал прекрасно, и лекции его были содержательны и составлены образцово». В 1902 году вышла его двухтомная книга «Частное земледелие» (Варшава : тип. Варш. учеб. окр., 1902), ставшая одним из первых учебников по растениеводству.
С 1902 года был директором Ново-Александрийского института сельского хозяйства и лесоводства. В январе 1905 году получил чин действительного статского советника и был пожалован имением. В том же году был вынужден оставить пост директора за нежелание исключить студентов, принявших участие в революционном студенческом движении.
В 1905—1907 году заведовал Энгельгардтовской опытной станцией в Батищево. Затем, некоторое время занимался исследованиями в подаренном ему имении Спасское под Смоленском. Выбранный в июле 1908 года по конкурсу на должность директора первой народной селекционной станции, открытой Харьковским сельскохозяйственным обществом, в течение пяти лет (1908—1912) он работал в Харьковской губернии, став одним из основоположников харьковской научной школы агрономии. Одновременно, он занимал должность приват-доцента Харьковского университета.
Был награждён орденом Св. Станислава 2-й степени (январь 1895) и орденом Св. Владимира 4-й степени (январь 1901). Был почётным членом Учёного комитета министерства земледелия и государственных имуществ, Императорского вольного экономического общества, Московского общества сельского хозяйства, Ново-Александрийского института сельского хозяйства и лесоводства и ряда других обществ.
В январе 1913 года переехал в Санкт-Петербург; преподавал на Высших сельскохозяйственных курсах, возглавил Николаевскую опытную станцию в Лужском уезде; также с сентября 1913 года на правах приват-доцента он преподавал в Санкт-Петербургском университете, а в 1914—1916 годах — на вечерних агрономических курсах Общества народных университетов.
На протяжении 1916—1931 годов П. В. Будрин был заведующим отделом растениеводства (хранителем коллекций по полеводству), а затем научным консультантом Всероссийского сельскохозяйственного музея, где одновременно читал лекции. С 10 июля 1922 года преподавал в Петроградском (затем Ленинградском) сельскохозяйственном институте (ЛСХИ), с 27 ноября 1922 года — профессор кафедры частного земледелия; 24 февраля 1924 года, вместе с профессорами В. В. Пашкевичем и Н. И. Кичуновым он был избран почётным членом ЛСХИ.
В 1923—1927 годах руководил, созданной им льняной опытной станцией (станция прядильных растений) в Детском Селе.
В феврале 1927 года он возбудил ходатайство о предоставлении ему, как заслуженному профессору, персональной пенсии, которая и была назначена 17 сентября того же года.
В 1930-х годах преподавал в выделившихся из ЛСХИ: Институте прядильных культур (с 1 октября 1930 года — профессор и заведующий кафедрой лубяных волокон), Институте подготовки специалистов по борьбе с вредителями сельского и лесного хозяйства, Институте прикладной зоологии и фитопатологии (с 1 октября 1931 года — внештатный профессор, читающий курс «Полеводство»).
17 февраля 1935 года П. В. Будрин был утверждён в учёной степени доктора сельскохозяйственных наук без публичной защиты диссертации. С сентября 1836 года — профессор кафедры растениеводства по ЛСХИ; 31 августа 1938 года был освобождён от заведования кафедрой с оставлением в должности профессора.
Умер в Ленинграде 27 марта 1939 года в 4 часа утра. Похоронен на Смоленском кладбище.
П. В. Будрин изучал действие минеральных удобрений («Искусственные, преимущественно азотистые удобрения», 1889); организовал стационарные опыты по изучению севооборотов и систем удобрения в них. Он первым в России работал над изучением зелёного удобрения и применением люпина для этой цели; выступал за внедрение посевов люпина не только на лёгких, но и на тяжёлых дерново-подзолистых почвах.
Организатор работ по селекции полевых культур в России. Опубликовал учебник для сельскохозяйственных вузов «Частное земледелие», в котором использовал результаты своих опытов. Во всех своих работах выступал за широкое внедрение травосеяния и посевов зернобобовых культур.

## Семья
Жена — Юлия Ивановна (1870—1942 Ленинград), дочь генерала от инфантерии И. П. Павлова. Их дети:
- Наталья (1889—1969)], замужем за Владимиром Константиновичем Константиновичем[8][9]
- Анна  (1891—1937)[10]
- Дмитрий (1893—1940)[11]
- Екатерина (1894—1942)
- Сергей (1897—1942)
- Таисия (1899—1936)
- Василий (1901—1918)
- Елена (1903—1953), её муж — Лев Михайлович Сонгайло.

Был ещё один собственный ребёнок и усыновлённый сирота Костя.